# Stanisław Orłowski (geolog)
Stanisław Orłowski (ur. 2 stycznia 1931 w Grójcu, zm. 23 maja 2021) – polski geolog, prof. dr hab.

## Życiorys
W 1955 ukończył studia na Uniwersytecie Warszawskim. Obronił pracę doktorską, następnie uzyskał stopień doktora habilitowanego. W 1976 nadano mu tytuł profesora w zakresie nauk o Ziemi. Został zatrudniony w Instytucie Geologii Podstawowej na Wydziale Geologii Uniwersytetu Warszawskiego.
Zmarł 23 maja 2021. Pochowany w kolumbarium na cmentarzu komunalnym Północnym w Warszawie.

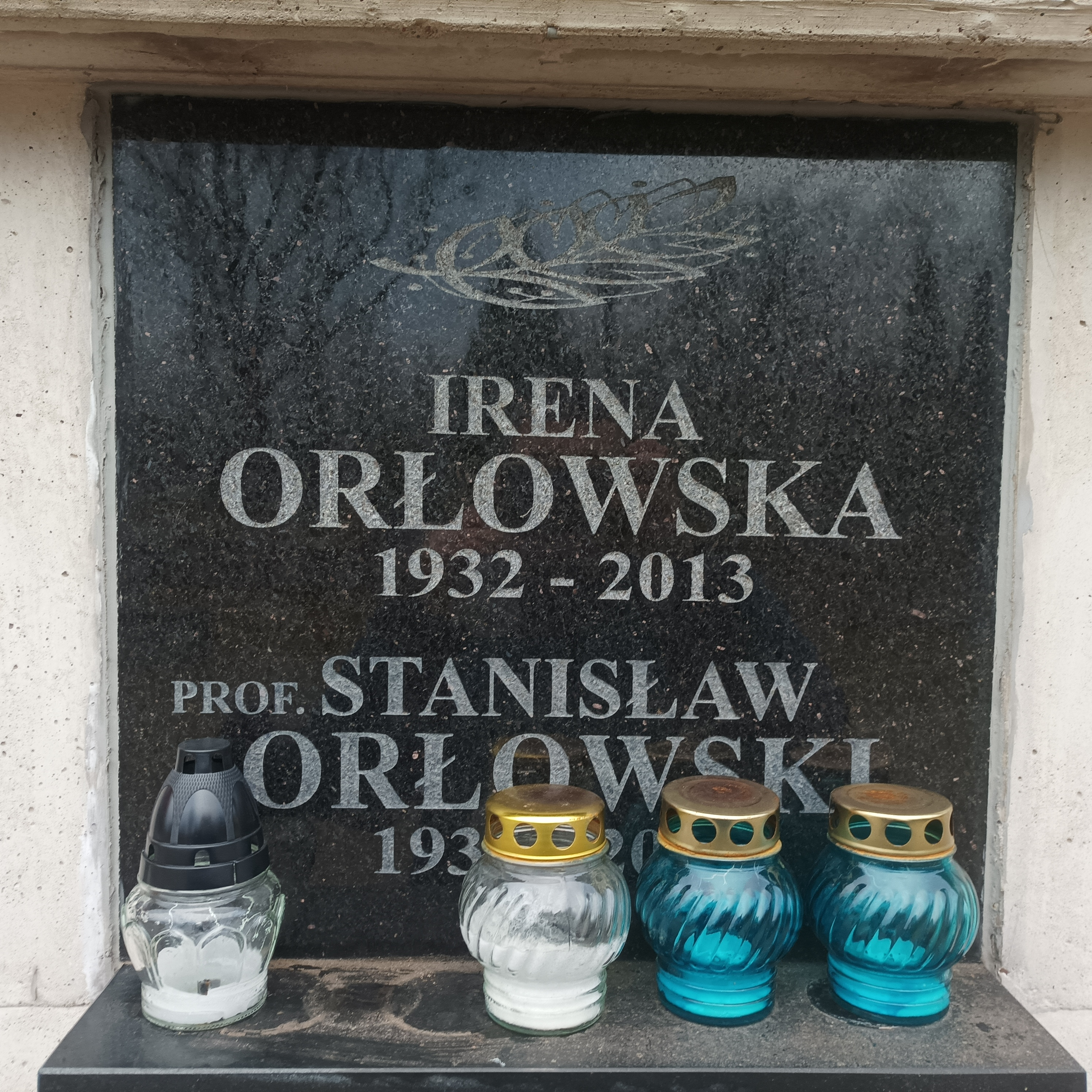
Grób prof. Stanisława Orłowskiego na cmentarzu komunalnym Północnym w Warszawie